# Maidenhead állomás
Maidenhead állomás Maidenhead vasútállomása Berkshire megyében, Angliában. Az állomás a Great Western fővonalon helyezkedik el Paddingtontól 39 kilométerre, Taplow és Twyford állomások között, valamint innen ágazik le egy szárnyvonal Marlow felé. Az állomást a Great Western Railway üzemelteti.

## Története

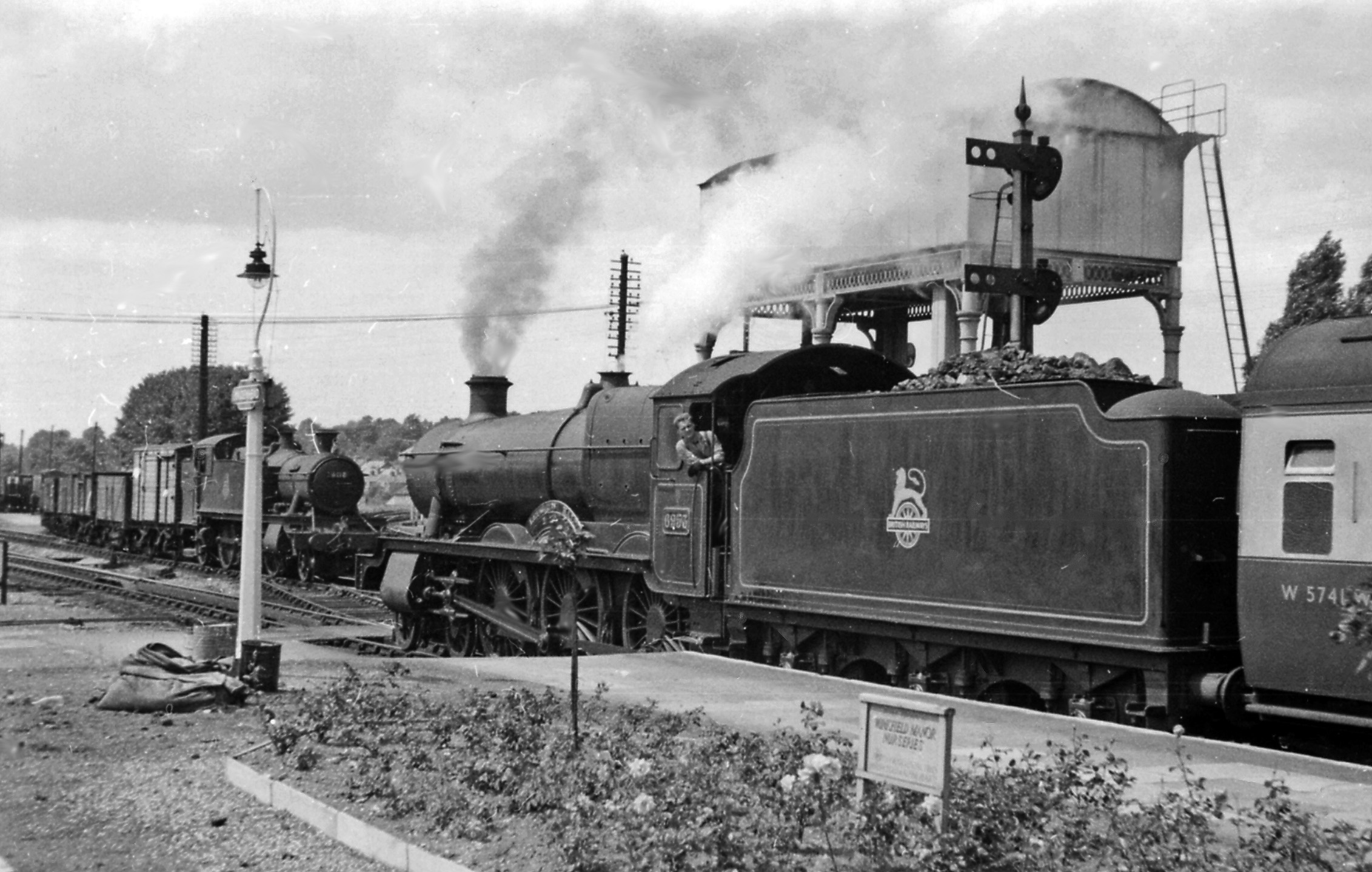
Maidenhead állomása 1953-ban

Az eredeti állomást 1838. június 4-én nyitotta meg a Great Western Railway, akkor még a Temze bal partján, Taplow jelenlegi állomásától nem messze. 1854-ben a Wycombe vasúti társaság megépítette a Maidenhead és High Wycombe városokat összekötő vasútvonalat, rajta egy Maidenhead (Wycombe Branch) állomással, melyet később átneveztek Maidenhead Boyne Hillre. Az állomás ma is ismert helyére William Woodbridge helyi vállalkozó építtetett vasútállomást 1871-ben még Maidenhead Junction néven, azonban úgy döntöttek, hogy az új állomással kiváltják a régi folyóparti és Boyne Hill állomásokat.
2008-ban az állomás felújításon esett át.

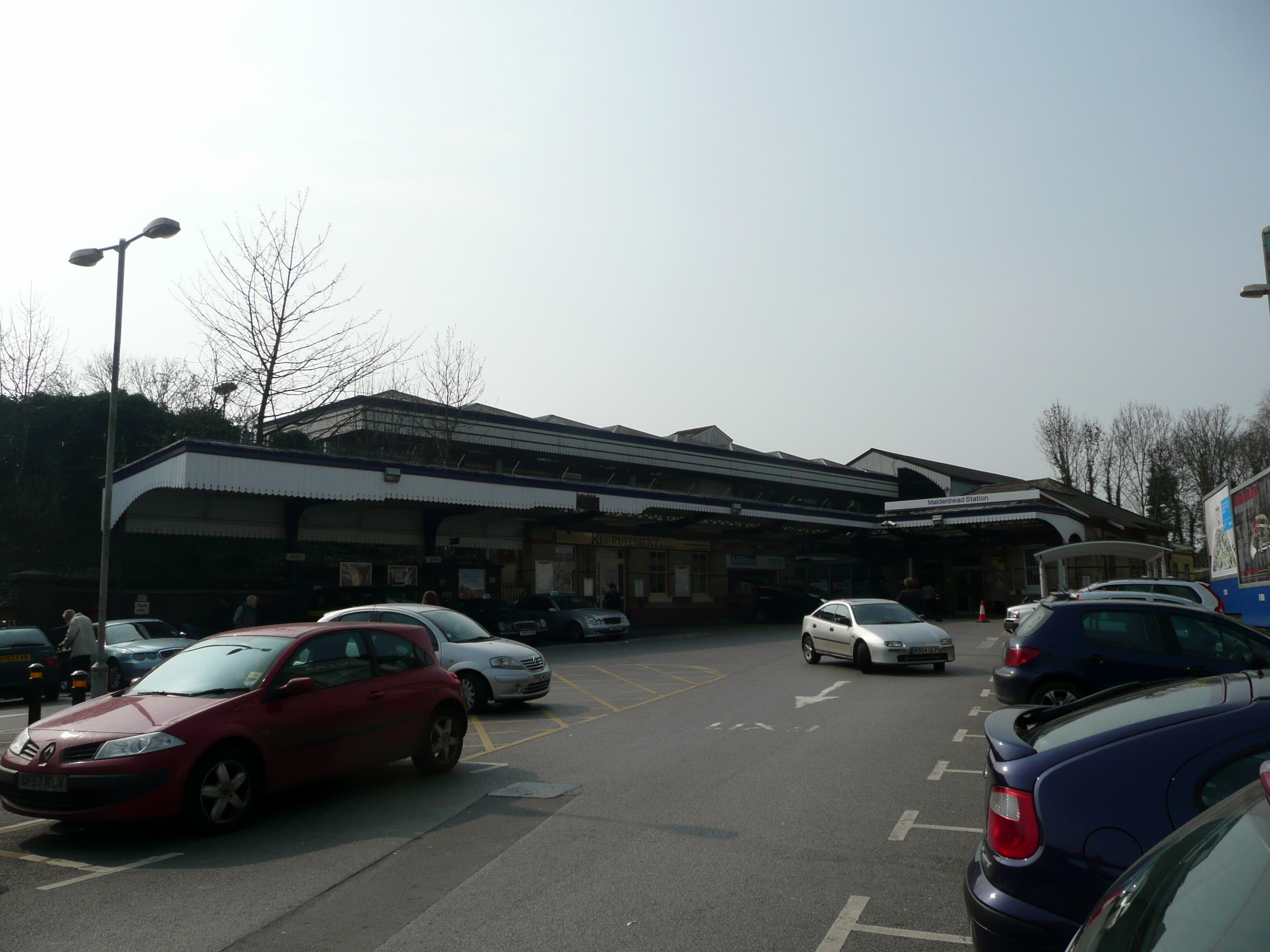
A vasútállomás főbejárata és a parkoló

### Crossrail
Eredetileg Maidenhead lett volna a Crossrail nyugati végállomása, azonban 2014-ben a Readingig való hosszabbítás mellett döntöttek. A tervek szerint így is a legtöbb vonat Maidenheadben fog végállomásozni, és óránként kettő (csúcsidőben négy) vonat fog továbbmenni Readingbe.

### Nicholas Winton szobor
2010-ben szobrot állítottak a „brit Schindler”, Nicholas Winton tiszteletére, aki 1939-ben a náci invázió alatt 669, többségükben zsidó gyermeket mentett ki a náci ellenőrzés alatt álló Prágából az Egyesült Királyságba. A Nicholas Wintont ábrázoló szobor a 3. vágány egyik padján ül, miközben a megmentett gyermekek nevét tartalmazó könyvet olvassa.

## Jellemzői
Az állomás főbejárata az A308-as útra néz, de emellett van egy másik bejárata a Shoppenhangers Road felé. A vasútállomás öt átmenő vágánnyal rendelkezik.
- 1. vágány: fő átmenő vágány a nyugati irányba, többnyire csúcsidőben állnak meg itt vonatok
- 2. vágány: fő átmenő vágány a keleti irányba, többnyire csúcsidőben állnak meg itt vonatok
- 3. vágány: nyugati irányú vágány a személyvonatoknak
- 4. vágány: keleti irányú vágány a személyvonatoknak
- 5. vágány: Maidenhead–Bourne End–Marlow-vasútvonal

## Forgalom
| Előző állomás              |                     | National Rail                                                 |  | Következő állomás            |
| -------------------------- | ------------------- | ------------------------------------------------------------- |  | ---------------------------- |
| Twyford vagy Reading       |                     | Great Western Railway Great Western fővonal                   |  | Taplow vagy Slough           |
| végállomás                 |                     | Great Western Railway Maidenhead–Bourne End–Marlow-vasútvonal |  | Furze Platt                  |
| Előző állomás              |                     | Crossrail                                                     |  | Következő állomás            |
| Twyford                    |                     | TfL Rail Paddington–Reading                                   |  | Taplow                       |
|                            | Jövőbeli fejlesztés |                                                               |  |                              |
| Előző állomás              |                     | Crossrail                                                     |  | Következő állomás            |
| Twyfordtovább Reading felé |                     | Crossrail Elizabeth line                                      |  | Taplowtovább Abbey Wood felé |

## Fordítás
- Ez a szócikk részben vagy egészben  a   Maidenhead railway station című angol Wikipédia-szócikk fordításán alapul.  Az eredeti cikk szerkesztőit annak laptörténete sorolja fel. Ez a jelzés csupán a megfogalmazás eredetét és a szerzői jogokat jelzi, nem szolgál a cikkben szereplő információk forrásmegjelöléseként.